# 李飞 (1953年)
李飞（1953年6月—），中華人民共和國政法官員，首任全國人民代表大會憲法和法律委員會主任委員。日語專業的李飞與西班牙語專業的喬曉陽同為少數外語專業出身的全國人大法律委员會正副主任委員。

## 生平
李飞是河北清苑人，中国共产党党员。北京大學日語专业本科毕业，北京大学经济系世界经济专业毕业，经济学硕士，在职研究生学历。
2003年3月至2013年3月，任全国人民代表大会常务委员会法制工作委员会副主任。2006年2月至2013年3月，担任全国人民代表大会常务委员会香港特别行政区基本法委员会副主任、全国人民代表大会常务委员会澳门特别行政区基本法委员会副主任。2008年3月至2013年3月，担任第十一届全国人民代表大会法律委员会委员。他是第十一届全国人大广东团代表。
2013年3月，当选第十二届全国人民代表大会常务委员会委员。2013年3月16日，出任第十二届全国人民代表大会法律委员会副主任委员。同年3月19日，被第十二届全国人大常委会第一次会议任命为香港特别行政区基本法委员会主任、澳门特别行政区基本法委员会主任，并被任命为第十二届全国人民代表大会常务委员会副秘书长。2018年2月24日，当选为第十三届全国人大代表。

## 言論
李飛在2017年12月底全國人大常委會通過香港西九龍站實施一地兩檢的決定後的記者會表示，該安排是符合《中华人民共和国宪法》及《基本法》，全國人大常委會具憲制性地位，是最高權力機關，並具有立法權、解釋權和法律實施監督權。就該安排與《基本法》有否互相牴觸，常委會作的決定是具有最高法律效力的，「一言九鼎」，是不容質疑的。另外，他又指安排沒有違反《基本法》第18條即「全國性法律不在特區實施」的規定，而西九龍站是「視為處於內地」，可實施內地法律及執法。
2018年1月，李飛在出席澳門一個專題講座時指全國人大常委會有關香港西九龍站實施一地兩檢的決定，是全國人大及其常委會行使憲法規定權力的生動例子，並說過去內地社會主義制度政策不輕易放到特區實行，但如確實對特區和一國兩制發展有好處，全國人大及其常委會作為國家最高權力機關便可依照其法定地位來決定憲法能不能提供依據、基本法能不能提供保障。他還說雖然港澳屬於特別行政區，但人民代表大會制度作為國家的根本政治制度，適用範圍也不會有例外。
同年2月，正值香港眾志周庭報名參加3月的立法會補選但被裁定提名無效不久，李飛指「自決」和「港獨」只屬「表達變化的說法，本質是一樣的」，稱兩者都同樣違反《基本法》。